# Virginijus Sinkevičius
Pour l’article homonyme, voir Sinkevičius.
Virginijus Sinkevičius, né le 4 novembre 1990 à Vilnius, est un économiste et homme politique lituanien, membre de l'Union lituanienne agraire et des verts (LVŽS). 
De 2017 à 2019, il est ministre de l'Économie de Lituanie au sein du gouvernement Skvernelis.
De 2019 à 2024, il est commissaire européen chargé de l'Environnement, des Affaires maritimes et de la Pêche.
Il est député européen depuis 2024.

## Biographie

### Formation
Après des études au lycée de Vilnius, il est diplômé en 2012 en économie et en relations internationales de l'Université d'Aberystwyth et, en 2013, obtient une maîtrise en politique européenne à l'Université de Maastricht. Il a effectué des stages dans l'administration publique.
De 2013 à 2014, il travaille au Centre d'analyse des politiques européennes, un institut de recherche américain . Plus tard, il est employé en tant que chef de projet, notamment dans une entreprise d'investissement.

### Carrière politique en Lituanie
Lors des élections de 2016, il est élu député avec l'étiquette du parti de l'Union lituanienne agraire et des verts.
Le 27 novembre 2017, il rejoint le gouvernement de Saulius Skvernelis en accédant au poste de ministre de l'Économie, remplaçant Mindaugas Sinkevičius à cette fonction. A 27 ans, il est alors le plus jeune ministre depuis l'ère soviétique.

### Commissaire européen
À la suite des élections européennes de 2019, le président Gitanas Nausėda élu en mai 2019 propose le nom de Virginijus Sinkevičius au poste de commissaire européen du pays, choix entériné le 22 août par le Seimas.
Désigné Commissaire européen à l'âge de 28 ans, il devient alors le plus jeune responsable politique à occuper un tel poste. Le précédent record à ce rang était jusqu'alors la commissaire européenne Mariya Gabriel, âgée alors de 38 ans en 2019. Il est chargé de l'Environnement, des Affaires maritimes et de la pêche.

### Député européen
Le 9 juin 2024, il est élu au Parlement européen où il siège au sein du groupe des Verts/Alliance libre européenne. Il quitte la Commission européenne le 16 juillet suivant lors de l'ouverture de la 10e législature.